# Camera (Fachzeitschrift)
camera war ein deutsches Fotomagazin, das sechsmal jährlich erschien. Es wurde 2012 vom Fachjournalisten Jürgen Lossau (DGPh) gegründet, der Chefredakteur des Magazins war, und erschien zunächst beim Fachverlag Schiele & Schön in Berlin. Seit 2014 war die Berliner Befife GmbH der Verlag für camera. Das Magazin war im deutschsprachigen Zeitschriften- und Bahnhofsbuchhandel erhältlich (Deutschland, Österreich, Schweiz, Südtirol) sowie im Fotofachhandel. Der Titel warb mit der Unterzeile „Mach dir dein Bild“ und war ein großformatiges Fotomagazin, das in erster Linie auf Bildgestaltung setzt.
Im Mai 2015 veröffentlichte der Verlag mit Camerawoman eine Lineextension, welche jedoch nach nur vier Heftfolgen im März 2016 eingestellt wurde. Auch Camera stellte kurz danach die Erscheinung ein und kam letztmals mit Ausgabe 3/2016 im April 2016 an die Kioske.
2023 wurde die Zeitschrift von Lossau wiederbelebt.